# Tahuantina zapfeae
Tahuantina zapfeae är en spindelart som beskrevs av Pekka T. Lehtinen 1967. Tahuantina zapfeae ingår i släktet Tahuantina och familjen kardarspindlar. Inga underarter finns listade i Catalogue of Life.